# Félix Renaud
Pour les articles homonymes, voir Renaud (homonymie).
Félix Renaud, né le 30 octobre 1832 à La Guiche et mort le 28 avril 1907 à Paris 8e, est un homme politique et magistrat français.

## Biographie
Licencié en droit et reçu au barreau de Dijon en 1855, puis à celui de Chalon-sur-Saône en 1860, où il est élu bâtonnier en 1868. Conseiller municipal de Chalon-sur-Saône, maire du 12 août au 4 septembre 1870. Représentant de la Saône-et-Loire à l’Assemblée nationale (élu le 3e sur 12, par 70 063 voix) au 31 décembre 1875. Modéré par tempérament et par éducation, il fonde le groupe des républicains conservateurs du centre-gauche, soutien de Thiers.
Plusieurs fois secrétaire de l’Assemblée, il est rapporteur en 1873 de la loi sur les contributions indirectes. Il vote pour la paix, contre l’abrogation des lois d’exil, contre la pétition des évêques, contre le service de trois ans, contre la démission de Thiers, contre le septennat, contre le Ministère de Broglie, pour l’amendement Wallon et pour les lois constitutionnelles de 1875. 
Nommé préfet de Lot-et-Garonne en mars 1876, il est muté préfet de la Somme au lendemain des élections du 16 mai 1877, mais refuse de servir le gouvernement royaliste de Albert de Broglie. Nommé préfet de la Loire en décembre 1877, puis de la Seine-Inférieure en novembre 1880. En mai 1882, il est nommé directeur général des Contributions indirectes du Ministère des Finances. Conseiller d’État en service extraordinaire le 17 janvier 1884, procureur général près la Cour des comptes le 15 janvier 1887, il en devient le Premier Président le 9 juillet 1901, poste qu’il occupe jusqu’à sa retraite, le 9 mars 1907.
Il repose au cimetière de Montmartre.
Une rue de Chalon-sur-Saône porte son nom.
D’Amica David de Sanson, épousée le 13 septembre 1859 à Chalon-sur-Saône, il a eu trois filles : Berthe, mariée à Camille Cousin, général de brigade, Amica, mariée à Henri Duréault, préfet, et Céline, mariée à Michel Provins, écrivain.

## Distinctions
- Officier d'académie (avril 1879)
- Officier de l'Instruction publique (13 juillet 1889)
- Commandeur de la Légion d'honneur (12 juillet 1890).

## Discours prononcés devant la Cour à l’occasion d’audiences solennelles publiés par l’Imprimerie nationale
- La Compatibilité des fabriques et le décret du 27 mars 1803, Paris 1883.
- Étude sur les rapports publics de la Cour des comptes, 1887.
- La Cour des comptes depuis 1870, Études sur les réformes proposées par elle, 1888.
- L’Amortissement en France, 1891.
- Le Contrôle de l’ordonnancement des dépenses publiques par la Cour des comptes, 1896.
- Les Finances de la France pendant la guerre de 1870-1871, 1896.
- L’œuvre budgétaire de la IIIe République en matière d’assistance et de prévoyance sociale, 1897.
- Statistiques sur les travaux de la Cour des Comptes de 1870 à 1900, 1900.

## Sources
- « Félix Renaud », dans Adolphe Robert et Gaston Cougny, Dictionnaire des parlementaires français, Edgar Bourloton, 1889-1891 [détail de l’édition]
- René Bargeton, Dictionnaire biographique des préfets : septembre 1870-mai 1982, Paris, Archives nationales, 1994, 555 p., 27 cm (ISBN 2-86000-232-4, BNF 35744170, lire en ligne).
- Installation de M. le Premier Président Renaud, Cour des Comptes, Audience solennelle du 22 juillet 1901, Imprimerie nationale, MDCCCCI.
- Bibliographie de l’histoire de la justice française (1789-2009), Criminocorpus